# Hoiersdorf
Hoiersdorf ist einer der drei Stadtteile von Schöningen im Landkreis Helmstedt in Niedersachsen.
Hoiersdorf liegt ca. 1 km südwestlich von Schöningen. Der Ortsteil ist sehr ländlich strukturiert und hat gegenwärtig rund 850 Einwohner. 
Im Ort befindet sich die Kirche St. Nikolai.

## Geschichte
Bedingt durch einen großen Brand im Jahr 1851 weist der Ort kaum ältere Bauwerke auf.
Infolge der Flucht und Vertreibung Deutscher aus Mittel- und Osteuropa von 1945–1950 hatte sich die Einwohnerzahl von Hoiersdorf von 684 (1939) auf 1286 (1950) vergrößert, davon waren 1950 444 Heimatvertriebene.
Am 1. März 1974 wurde Hoiersdorf in die Stadt Schöningen eingegliedert.

### Einwohnerentwicklung
| Jahr      | 1821 | 1849 | 1871 | 1905 | 1910 | 1925 | 1933 | 1939 | 1950 | 1956 |
| --------- | ---- | ---- | ---- | ---- | ---- | ---- | ---- | ---- | ---- | ---- |
| Einwohner | 358  | 414  | 691  | 723  | 722  | 666  | 683  | 684  | 1286 | 1174 |

## Religion

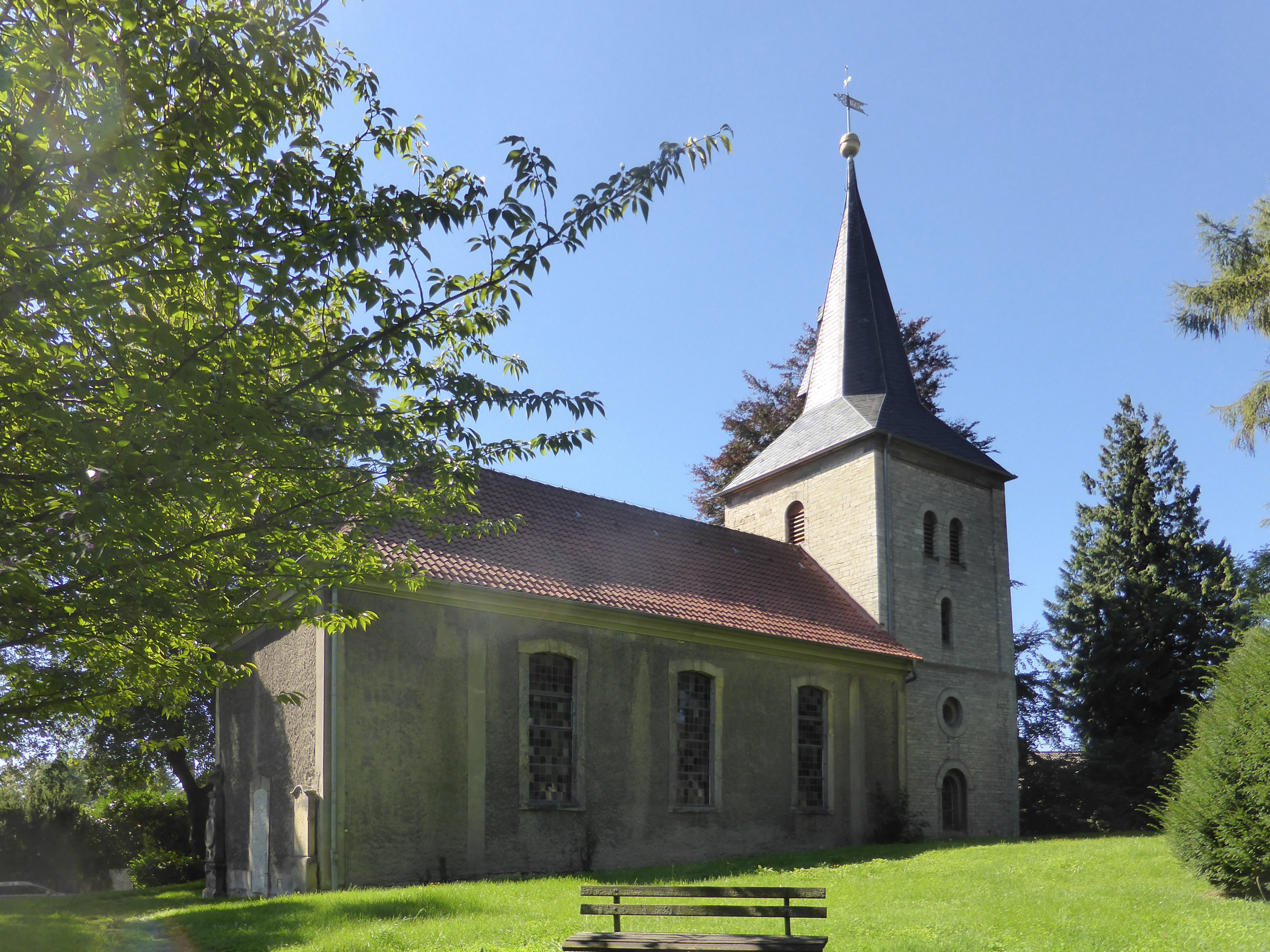
St.-Nicolai-Kirche

Hoiersdorf wurde durch die Reformation im 16. Jahrhundert protestantisch geprägt.
Hoiersdorf mit seiner St.-Nicolai-Kirche gehört zur Kirchengemeinde St. Angelus am Elm, die ihr Kirchenbüro und ihren Pfarrsitz in Schöningen hat. Sie gehört zur Propstei Helmstedt der Evangelisch-lutherischen Landeskirche in Braunschweig.
Katholische Einwohner von Hoiersdorf gehören zur Pfarrei Maria Hilfe der Christen und der Kirche Maria Hilfe der Christen in Schöningen, im Dekanat Dekanat Wolfsburg-Helmstedt des Bistums Hildesheim.

## Wirtschaft und Infrastruktur

### Unternehmen

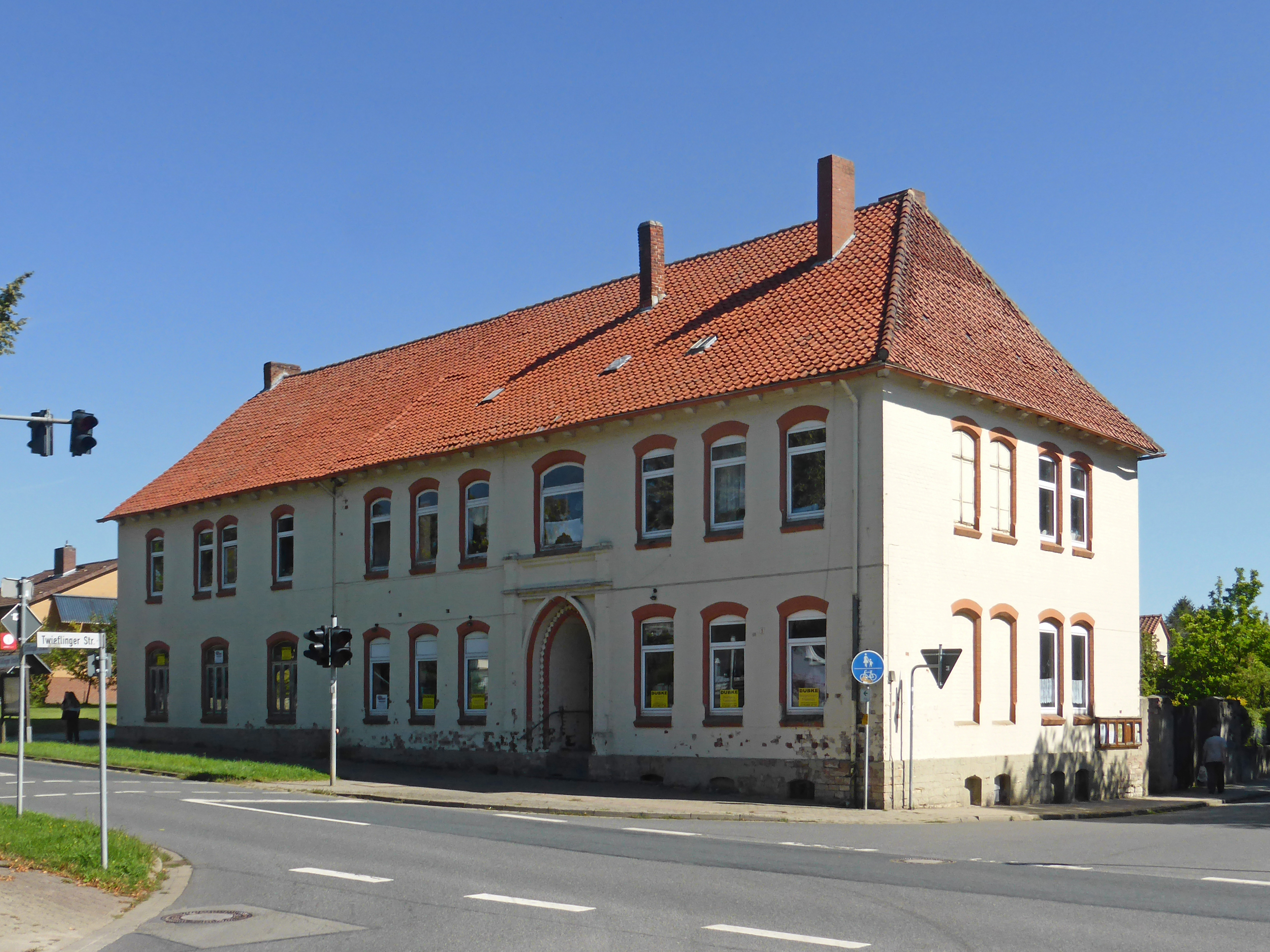
Ehemaliger Gasthof

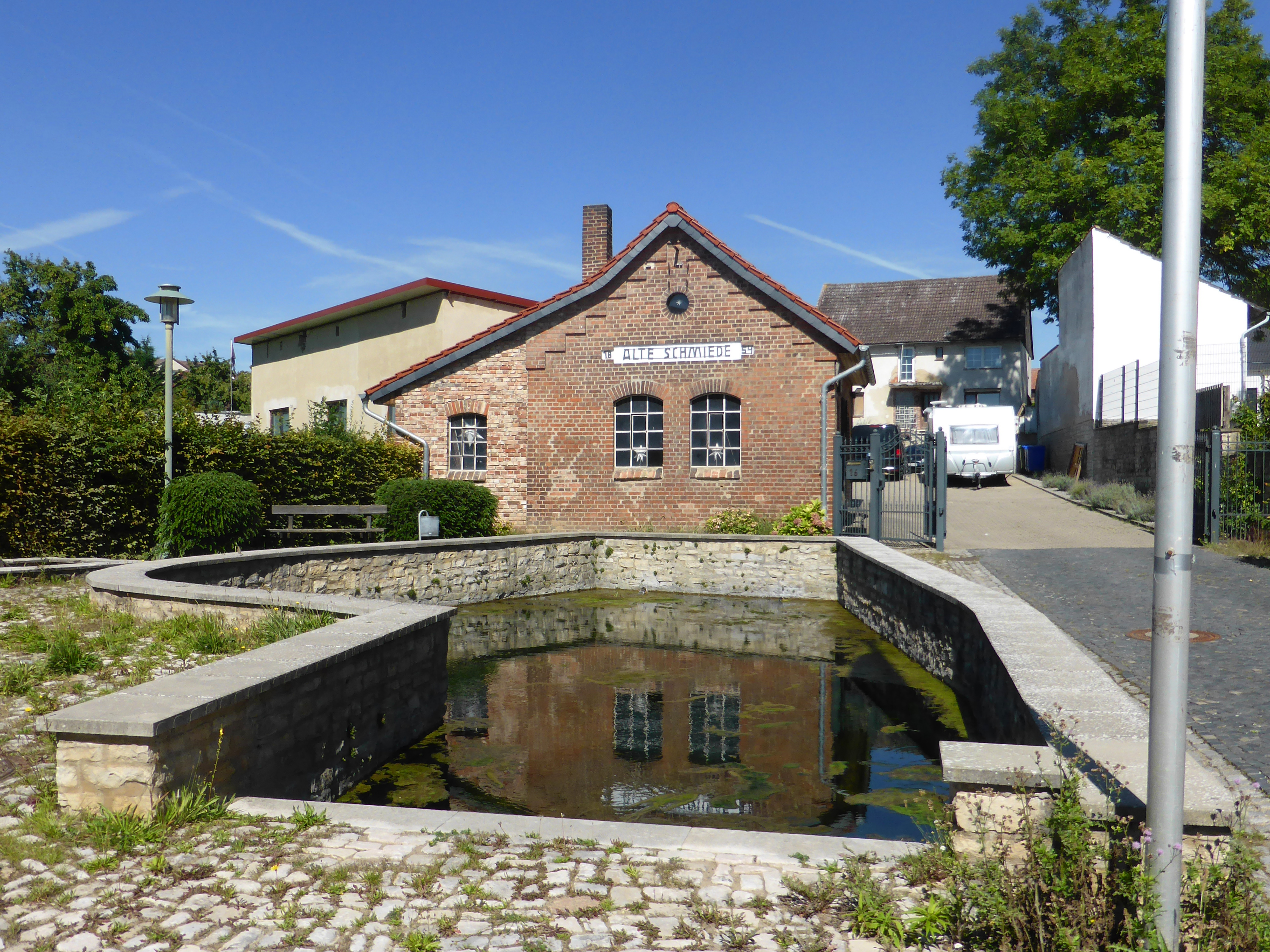
Alte Schmiede von 1854

Das wirtschaftliche Leben wurde über Jahrzehnte durch eine Zuckerfabrik sowie eine Zementfabrik der Nordzement AG bestimmt. 
Die Zuckerfabrik wurde 1856 gegründet, stellte jedoch bereits 1919 ihren Betrieb ein. Sie nutzte die Braunkohle aus dem nahegelegenen Helmstedter Braunkohlerevier.
Die Gründung der Zementfabrik erfolgte 1908 als Portland-Cementfabrik Hoiersdorf GmbH. Das Zementwerk Hoiersdorf lag am westlichen Ortsrand von Hoiersdorf. Von 1920 bis 1933 war die Zementfabrik aufgrund von Absatzmangel stillgelegt. 1942 trat die Portland-Cementfabrik Hoiersdorf GmbH der Interessengemeinschaft Norddeutscher Portland-Cementfabriken bei. Nach Ende des Zweiten Weltkriegs erfolgte zunächst die Produktion von Kalk, mit der Zementproduktion wurde erst 1947 wieder begonnen. 1950 kam die Zementfabrik zur Norddeutschen Portland-Cementfabriken AG. In der Nachkriegszeit ging ein erheblicher Teil der Zementproduktion nach West-Berlin. Mitte der 1950er Jahre war die Zementfabrik mit rund 140 Beschäftigten die nach der Mitarbeiterzahl zehntgrößte Firma im Landkreis Helmstedt. Das Material für die Zementfabrik stammte aus Steinbrüchen im Elm und bei Jerxheim. Mit dem Steinbruch im Elm war die Zementfabrik durch eine Materialseilbahn verbunden, das Material aus dem Steinbruch bei Jerxheim kam mit Lastkraftwagen nach Hoiersdorf. Ein eigener Gleisanschluss führte von der Eisenbahnstrecke Braunschweig-Schöningen bis zur Zementfabrik.
In Hoiersdorf wurden vier Wassermühlen betrieben, die sich alle am Hoiersdorfer Mühlengraben befanden und bis in die Zeit nach dem Zweiten Weltkrieg in Betrieb waren. Es handelte sich dabei um die Fleitsmühle, die Klostermühle, die Triftmühle sowie die Mühle von W. Walter. Bei Wasserknappheit wurden die Mühlen von Elektromotoren angetrieben, nur die Fleitsmühle verfügte dafür über einen Dieselmotor.
Die Poststelle I, die dem Hauptpostamt Schöningen untergeordnet war, wurde geschlossen. Nach der Eingemeindung von Hoiersdorf nach Schöningen bekam die Poststelle Hoiersdorf die Bezeichnung „Schöningen 4“. Heute steht in Hoiersdorf nur noch ein Postbriefkasten zur Verfügung.
Auch die Einzelhandelsgeschäfte, darunter ein Konsum-Lebensmittelgeschäft, und die Gaststätten wurden geschlossen, so dass heute außer einem Zigarettenautomat keine Einkaufsmöglichkeit des täglichen Bedarfs und keine Gastronomie mehr in Hoiersdorf vorhanden ist. Die Zweigstellen der Norddeutschen Landesbank und der Genossenschaftsbank Söllingen eGmbH wurden ebenfalls geschlossen.

### Bildung

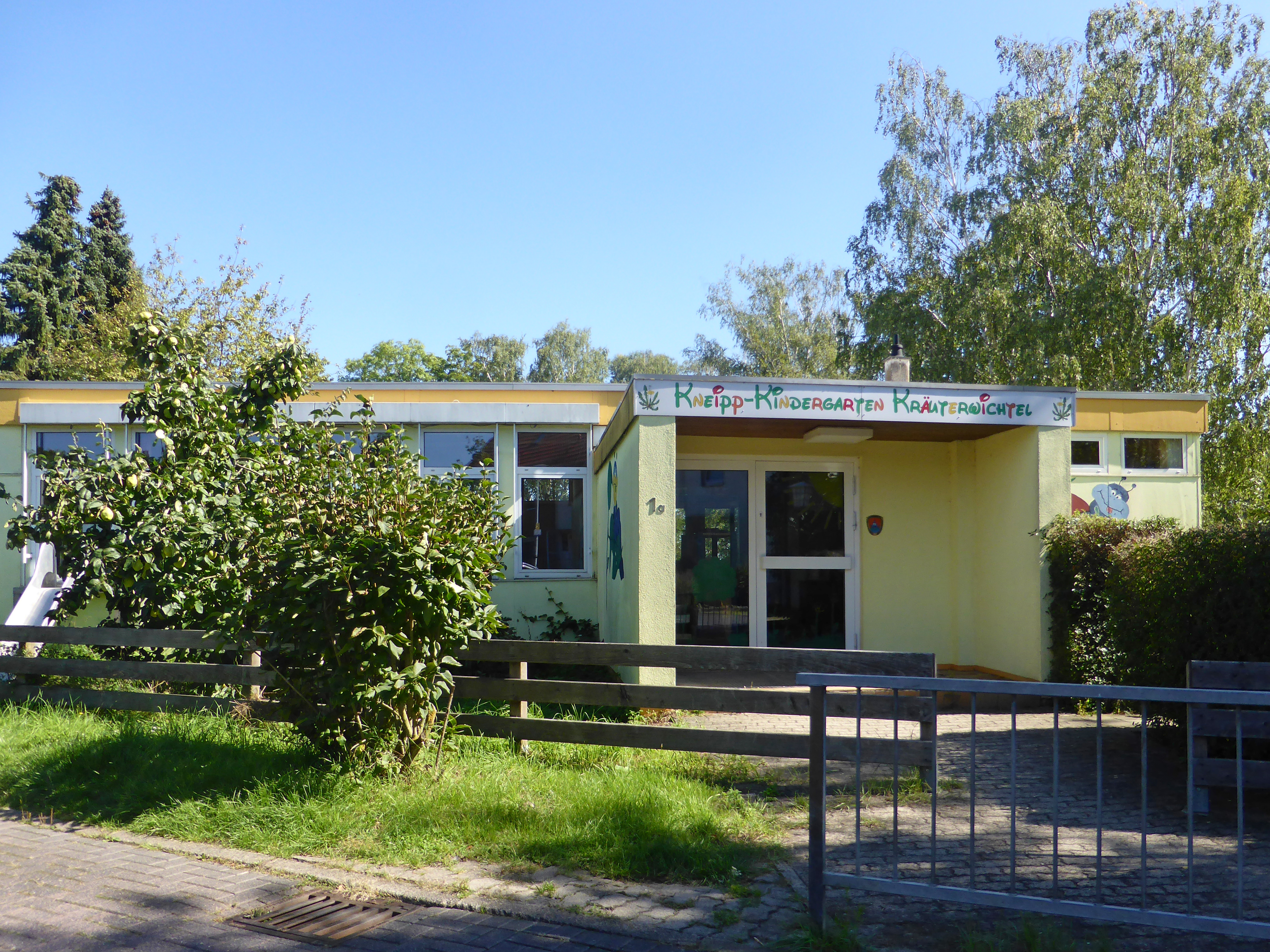
Kindertagesstätte Kräuterwichtel

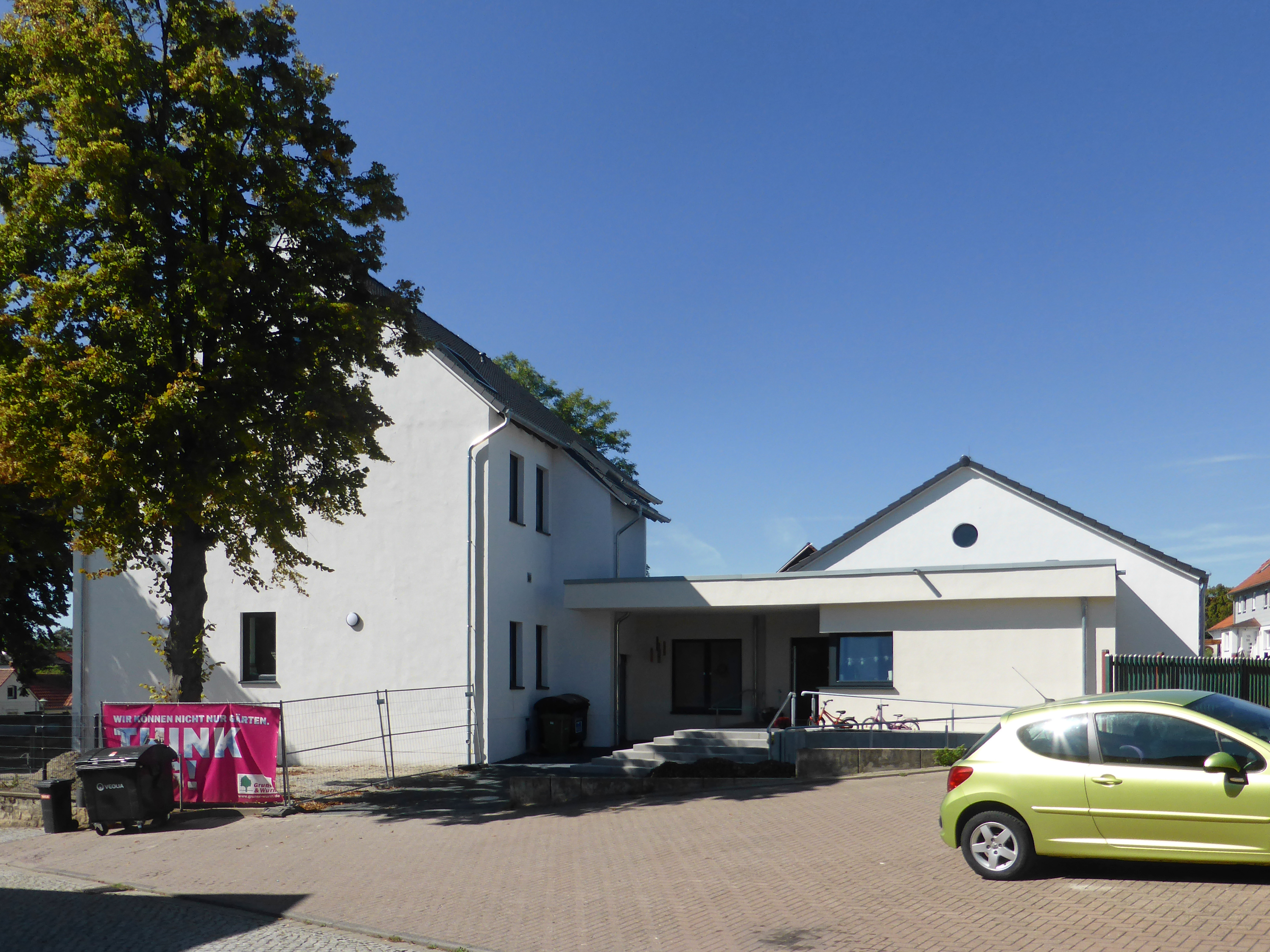
Ehemaliges Schulgebäude, heute Kindertagesstätte

Die Kindertagesstätte Kräuterwichtel besteht seit 1967, sie befindet sich in Trägerschaft der Stadt Schöningen. 2013 wurde die Kindertagesstätte als Gesundheitskindergarten nach Sebastian Kneipp zertifiziert. 2023 ist die KiTa in die Räumlichkeiten der ehemaligen Grundschule Hoiersdorf umgezogen, dort finden jetzt 2 Krippengruppen und eine Kindergartengruppe platz. Das in den Sechzigern errichtete Gebäude Auf dem Bruckberg wartet seitdem auf eine Nachnutzung.
Die einzige Schule in Hoiersdorf, die zuletzt eine Außenstelle der Grundschule Schöningen war, wurde 2019 geschlossen, das Schulgebäude wurde verkauft. Die Schulkinder aus Hoiersdorf gehen heute in Schöningen zur Schule. Das Schulgebäude von Hoiersdorf wurde um 1902 erbaut und 1949 erweitert. 2023 wurde im ehemaligen Schulgebäude eine Kindertagesstätte eingeweiht.

### Verkehr

#### Straßenverkehr

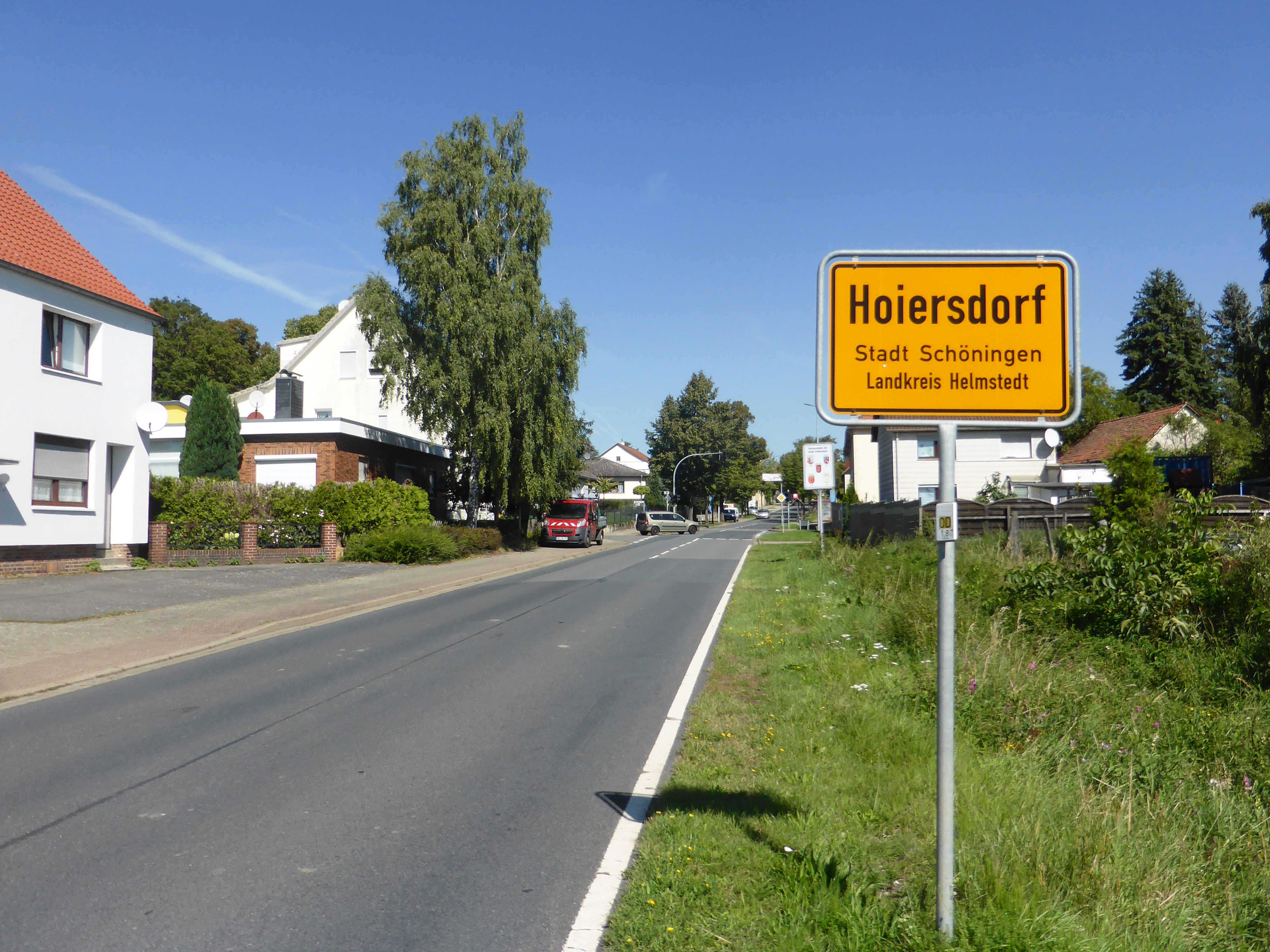
Bundesstraße 244 mit Ortseingang von Hoiersdorf

Durch Hoiersdorf verläuft die Bundesstraße 244, die in nördlicher Richtung über Schöningen und Helmstedt bis zum Großen Kain im Landkreis Gifhorn führt. In südlicher Richtung führt die Bundesstraße 244 über Söllingen bis nach Elbingerode (Harz) in Sachsen-Anhalt. In der Ortslage von Hoiersdorf trägt die Bundesstraße 244 die Bezeichnung Söllinger Straße.
Die Kreisstraße 26 beginnt in Hoiersdorf an der Bundesstraße 244, sie verläuft in westlicher Richtung über Twieflingen bis nach Dobbeln. In der Ortslage von Hoiersdorf trägt die Kreisstraße 26 die Bezeichnung Twieflinger Straße.
Die Buslinie 371 führt von Hoiersdorf über Twieflingen bis nach Schöppenstedt, sowie nach Schöningen. Die Buslinie 397 führt von Hoiersdorf über Söllingen und Jerxheim bis nach Gevensleben, sowie über Schöningen und Neu Büddenstedt bis nach Helmstedt.

#### Eisenbahn

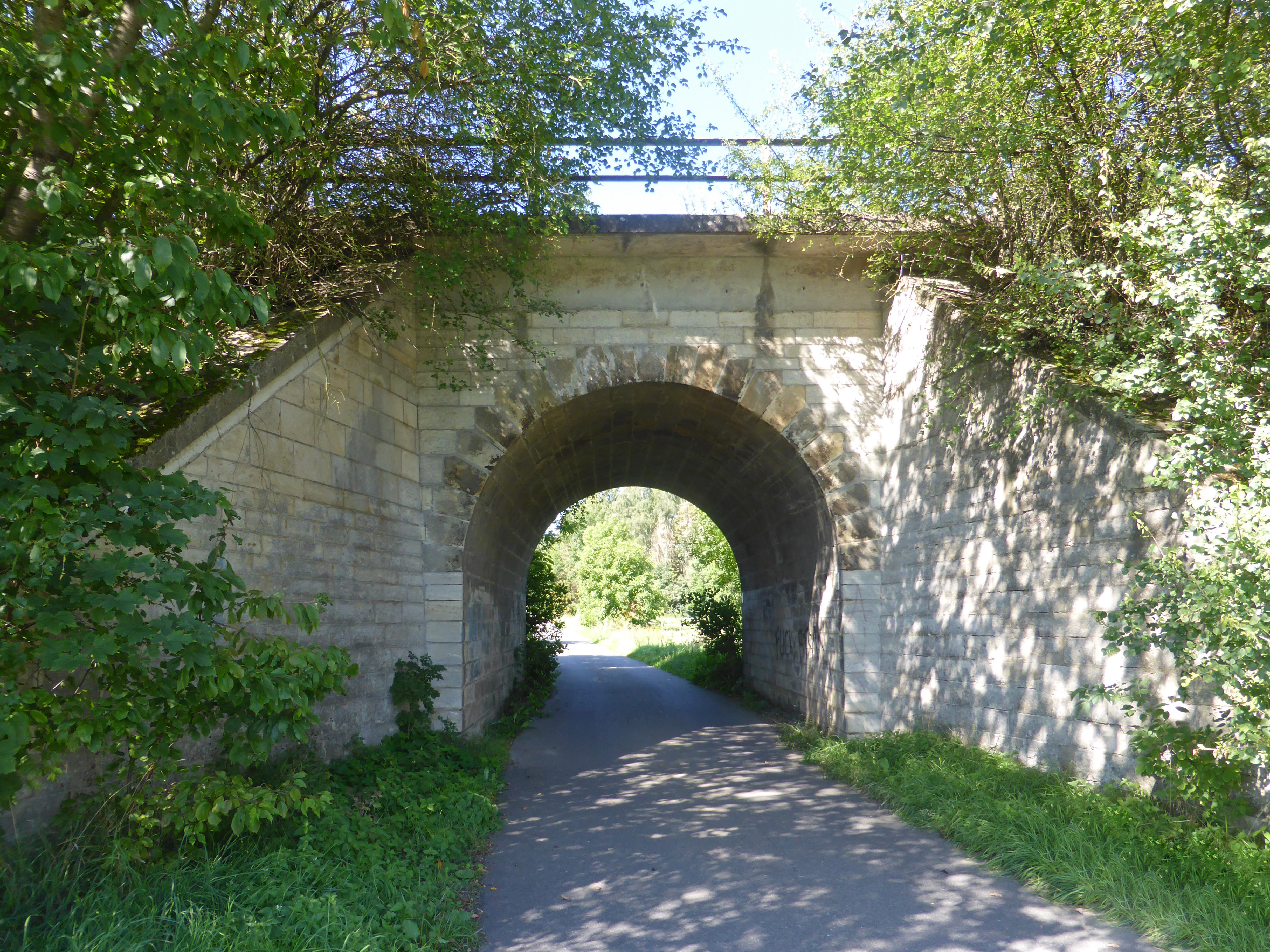
Brücke der ehemaligen Bahnstrecke Helmstedt–Börßum bei Hoiersdorf

Die Braunschweig-Schöninger Eisenbahn betrieb von 1902 bis 1971 eine Eisenbahnstrecke von Braunschweig nach Schöningen, die südlich von Hoiersdorf vorbeiführte. Der Personenverkehr auf dieser Strecke wurde bereits 1954 eingestellt. Hoiersdorf verfügte über einen eigenen Bahnhof, der außerhalb der Ortslage von Hoiersdorf an der Straße nach Söllingen lag. Südwestlich von Hoiersdorf zweigte von der Eisenbahnstrecke Braunschweig-Schöningen, aus Richtung Twieflingen kommend, ein Gleisanschluss zum Zementwerk ab, das am westlichen Ortsrand von Hoiersdorf lag.